# ベルンハルト・フォン・レーゼンの肖像
『ベルンハルト・フォン・レーゼンの肖像』（ベルンハルト・フォン・レーゼンのしょうぞう、独: Bildnis Bernhard von Reesen、英: Portrait of Bernhard von Reesen）は、ドイツ・ルネサンス期の巨匠アルブレヒト・デューラーが1521年に制作した肖像画で、板上の油彩画である。赤い背景に、ベレー帽をかぶって、一枚の紙を持っている男性が描かれている。作品はドイツのドレスデンにあるアルテ・マイスター絵画館の収集にある。

## 背景と詳細
絵画は、画家のネーデルラント旅行期間中の1520-1521年に描かれた。1521年3月16日の日記で、デューラーは、アントワープで、ベルンハルト・フォン・レーゼンというある人物を描いたと書いており、その絵画に８フロリンの支払いを受け、妻と女中にいくつかの小さな贈り物をもらったと記している。
デューラーがネーデルラントで描いた肖像のうち現存する油彩画は本作を含め3点であるが、いずれも左向きの男性肖像画で、非常に似た構図を持っている。本作はその中でも最も完成度の高いものであり、茶色の地を背景とした、黒、白、肌色の大きな色面の組み合わせが安定した画面を構成している。
モデルは、黒い衣服と白いシャツを着て描かれている。フランドル絵画の伝統に則り、彼の手は下の境界線で切り取られており、書き物がある小さな紙を持っている。 デューラーの肖像画は、フランドルの肖像画の伝統とヴェネツィアの伝統の特徴を組み合わせている。
モデルは、赤い背景に設定された4分の3正面向きで表わされている。クローズ・アップで見せる肖像は、明るい顔と大きなベレー帽を際立たせている。顔は角張っているが、繊細な造形力によって柔らげられている。フォン・レーセンは力強く自信を持って描かれているが、遠くに向けられているその視線は、同時に瞑想的な特質を人物のポーズに与えている。構図は、肖像画に強い印象を与える対角線によって支配されている。

## モデルの特定
肖像画のモデルは、手に持っている手紙とデューラーの日記の記載に基づいて特定された。描かれている書き物を判読するのは難しいが、その男性はベルンハルト・フォン・レーゼンと同一視されるべきであると結論付けられた。フォン・レーゼンは、当時アントワープに住んでいたグダニスク出身の成功した商人であった。この時代、商人は、本作のように手紙を持って表現されることが多かった。彼は肖像画が描かれた時、30歳であったが同じ年に亡くなった。
一部の学者は、デューラーがブリュッセル滞在中に出会ったブリュッセル出身のフランドルの画家ベルナールト・ファン・オルレイであると、過去にモデルを特定した。この見解は、1972年にエルナ・ブラント博士によって否定され、モデルが実際にはベルンハルト・フォン・レーゼンであることを決定的に示した。

## 同時代のデューラーの肖像画

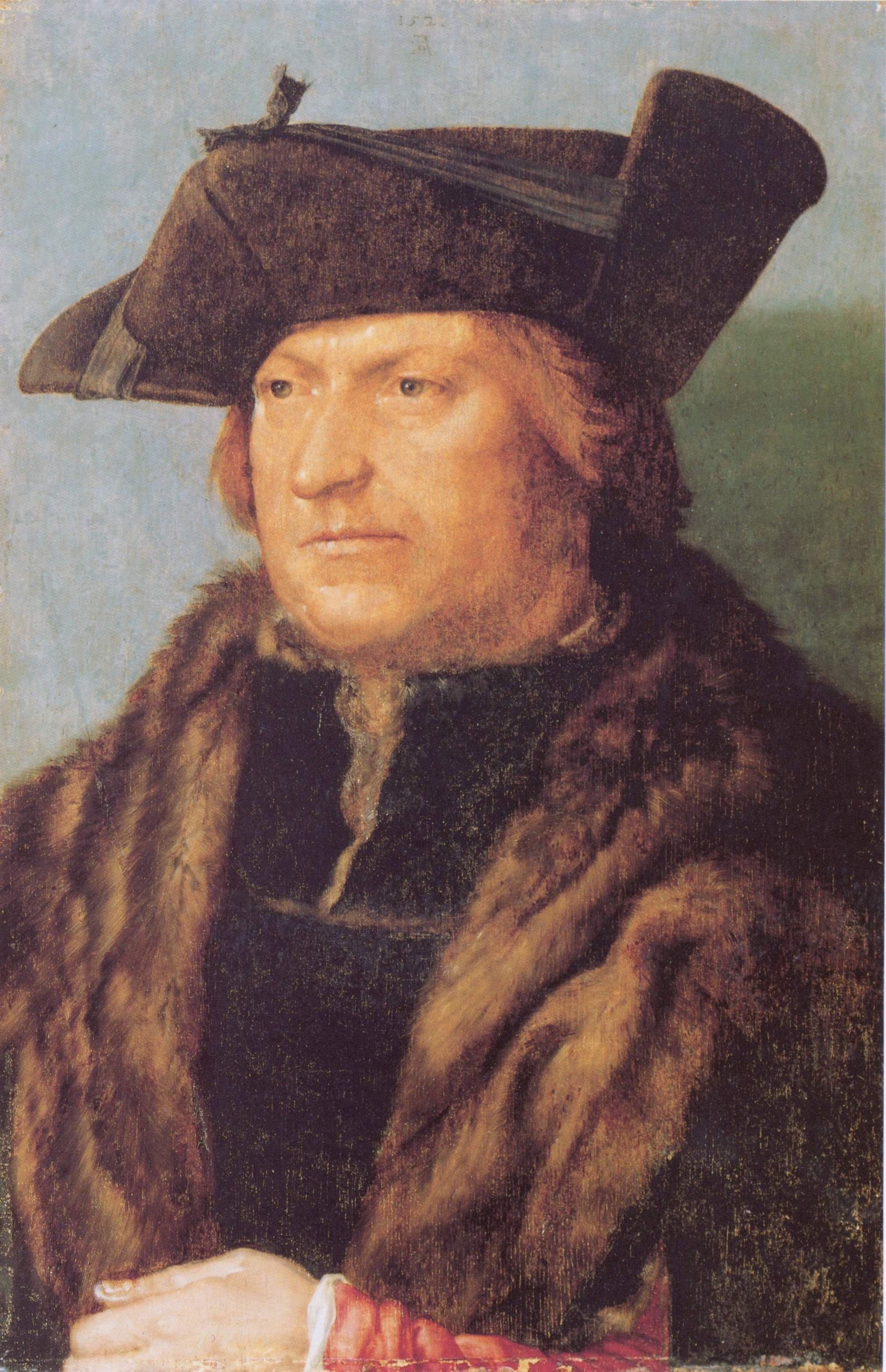
『男性の肖像』(1521年)、イザベラ・スチュワート・ガードナー美術館 (ボストン)
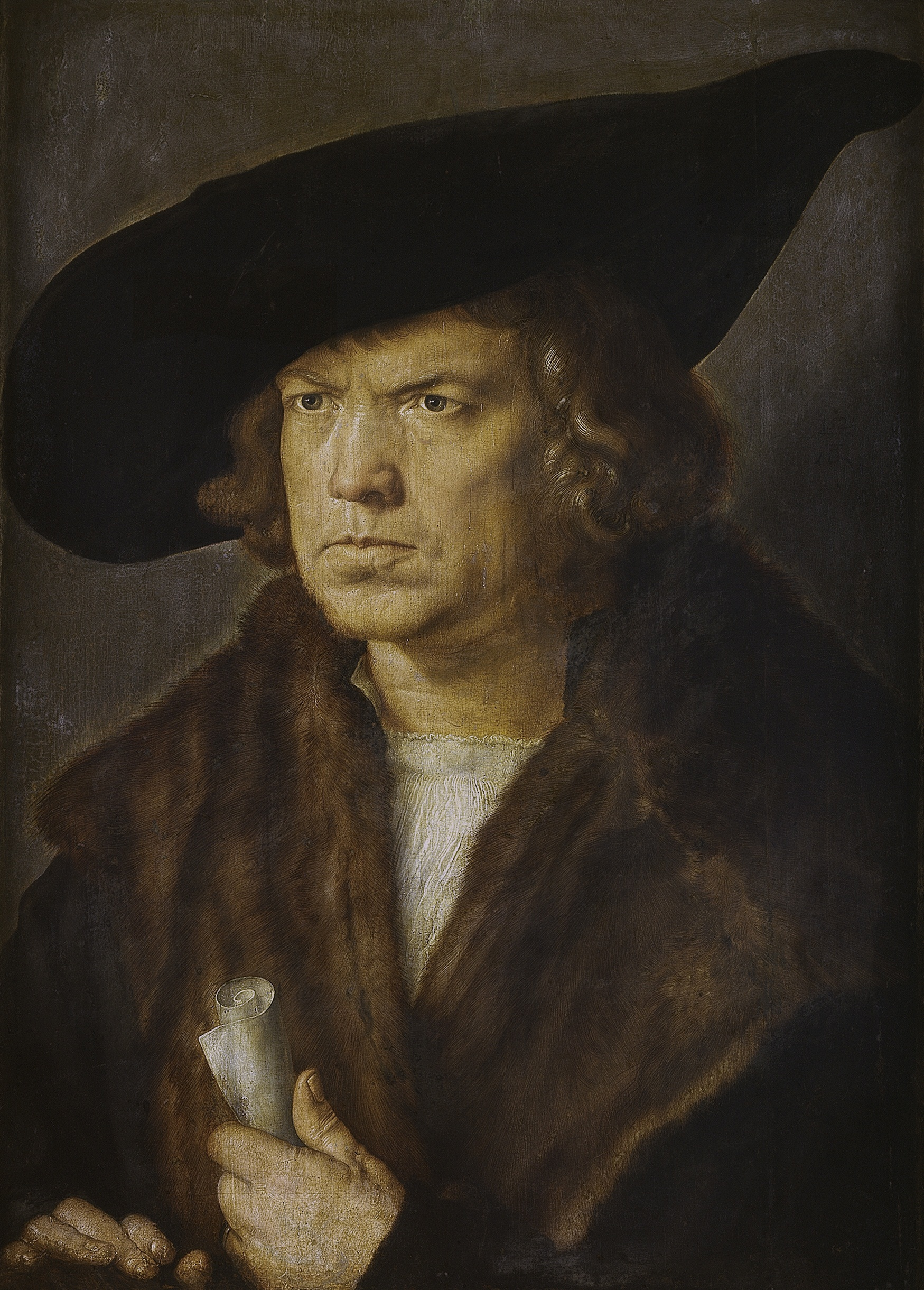
『男性の肖像』(1521-1524年)、プラド美術館　(マドリード)